# سيكستوريا سوريا
سيكستوريا سوريا (مواليد 27 أبريل 1954) هو ملاكم كوبي، مثّل بلاده في الألعاب الأولمبية الصيفية 1976 وحقق الميدالية الفضية في فئة الوزن الثقيل الخفيف.

## روابط خارجية
سيكستوريا سوريا على موقع أوليمبيديا (الإنجليزية)